# 화순 석불암 마애여래좌상
화순 석불암 마애여래좌상은 대한민국 전라남도 화순군 이서면 영평리, 석불암에 있는 불상이다. 2007년 1월 5일 화순군의 향토문화유산 제29호로 지정되었다.